# Gare de Walbach-La-Forge
La gare de Walbach-La-Forge est une gare ferroviaire française de la ligne de Colmar-Central à Metzeral, située sur le territoire de la commune de Wintzenheim, dans le département du Haut-Rhin en Grand Est.
C'est une halte ferroviaire de la Société nationale des chemins de fer français (SNCF) desservie par des trains TER Grand Est.

## Situation ferroviaire
La gare de Walbach-La-Forge est située au point kilométrique (PK) 10,443 de la ligne de Colmar-Central à Metzeral, entre les gares de Saint-Gilles de Wihr-au-Val - Soultzbach-les-Bains. Elle est à 279 m d'altitude.

## Fréquentation
De 2015 à 2024, selon les estimations de la SNCF, la fréquentation annuelle de la gare s'élève aux nombres indiqués dans le tableau ci-dessous.
| Année     | 2015  | 2016  | 2017  | 2018  | 2019  | 2020  | 2021  | 2022  | 2023  | 2024  |
| --------- | ----- | ----- | ----- | ----- | ----- | ----- | ----- | ----- | ----- | ----- |
| Voyageurs | 6 899 | 5 271 | 6 960 | 5 720 | 5 326 | 3 027 | 3 636 | 2 522 | 3 249 | 3 197 |

## Service des voyageurs

### Accueil
Halte SNCF, c'est un point d'arrêt non géré (PANG) à accès libre.

### Desserte
Walbach-La-Forge est desservie par des trains TER Grand Est qui effectuent des missions entre les gares de Colmar et de Metzeral

### Intermodalité
Un parking pour les véhicules y est aménagé.